# Corvus Glaive
Corvus Glaive is een personage uit de strips van Marvel Comics. Hij kwam voor het eerst als cameo voor in Infinity: Free Comic Book Day (mei 2013) en maakte zijn debuut in Infinity #1 (oktober 2013). Hij is bedacht door Jonathan Hickman en Jim Cheung. Corvus Glaive is lid van de schurkengroep van Thanos genaamd Black Order.
De Nederlandse stem van Corvus Glaive is Franky Rampen. 

## In andere media

### Marvel Cinematic Universe
Sinds 2018 verscheen het personage in het Marvel Cinematic Universe en wordt vertolkt door Michael James Shaw. Corvus Glaive is samen met Cull Obsidian, Proxima Midnight en Ebony Maw lid van de schurkengroep van Thanos genaamd Black Order. Samen met Proxima Midnight gaat hij naar de aarde om de oneindigheidssteen die in Vision zijn hoofd zit te bemachtigen. Ze raken in gevecht met Scarlet Witch en Vision en het lijkt erop dat ze gaan winnen totdat Captain America, Black Widow en Falcon opduiken en zich in het gevecht mengen. Ze besluiten zich uiteindelijk terug te trekken nadat Corvus Glaive verwond is geraakt door Black Widow. Later verschijnt hij alleen in Wakanda, terwijl Cull Obsidian en Proxima Midnight met hun leger de Avengers afleiden sluipt Corvus Glaive ongezien het paleis in van Black Panther. Na het gevecht gewonnen te hebben van Shuri raakt hij in gevecht met Vision en Captain America. Net voordat Corvus Glaive een einde wil maken aan Captain America zijn leven wordt hij neergestoken door Vision en komt hij om het leven. Doordat de overgebleven Avengers vijf jaar later terug in de tijd gaan om de oneindigheidsstenen voor Thanos proberen te bemachtigen keert Corvus Glaive terug. Hij reist vanuit het jaartal 2014 naar de huidige tijd om samen met de troepen van Thanos tegen de Avengers te vechten. In deze strijd komt hij wederom om het leven. Corvus Glaive is te zien in de volgende films en serie:
- Avengers: Infinity War (2018)
- Avengers: Endgame (2019)
- What If...? (2021) (stem ingesproken door Fred Tatasciore) (Disney+)

### Televisieseries
Het personage Corvus Glaive is onder andere te zien in de volgende televisieseries: 
- Avengers Assemble
- Guardians of the Galaxy